# ジャーメイン・テイラー (サッカー選手)
ジャーメイン・テイラー（Jermaine Taylor、1985年1月14日 - ）は、ジャマイカ・ポートランド教区出身のプロサッカー選手。サッカージャマイカ代表。ポジションはDF。

## 経歴

### クラブ
2017年1月、ミネソタ・ユナイテッドFCに加入。シーズン終了後、契約満了によりクラブを退団。

### 代表
2004年のフル代表デビュー以来、長きにわたってチームのディフェンスラインを支えている。2017 CONCACAFゴールドカップでは準優勝に貢献し、チームメイトのアンドレ・ブレイク、ケマー・ローレンスと共に大会ベストイレブンに選出された
2017年11月、出場100キャップを達成。

## 所属クラブ
- ハーバー・ビューFC 2004-2009
- セントジョージズSC 2009-2011
- ヒューストン・ダイナモ 2011-2015
- ポートランド・ティンバーズ 2016
- ミネソタ・ユナイテッドFC 2017

## タイトル
ハーバービュー
- ジャマイカン・ナショナルプレミアリーグ: (1) 2007
- CFUクラブチャンピオンシップ: (1) 2004

ヒューストン・ダイナモ
- MLSイースタン・カンファレンス : (2) 2011, 2012

ジャマイカ代表
- カリビアンカップ: (3) 2005, 2010, 2014